# Billy Sheehan
William "Billy" Sheehan (Buffalo, 19 de março de 1953) é um baixista conhecido por ter tocado com Steve Vai e David Lee Roth e nas bandas Talas e Mr. Big.
Billy foi eleito pelos leitores da revista Guitar Player como "melhor baixista" por 5 vezes. A mesma revista fez um paralelo entre seus solos no baixo e os de Eddie Van Halen na guitarra. O repertório de Billy no baixo inclui o uso de acordes, tapping com as duas mãos, controle do feedback e sofisticadas estruturas harmônicas.
Billy é um veterano, tendo feito mais de 4000 shows, e é cientologista. Participou também de algumas turnês ao lado da banda de Steve Vai, juntos também com o guitarrista e tecladista Tony Macalpine cuja formação do G3 era Malmsteen, Satriani e Vai, o que resultou em um DVD ao vivo.

## Discografia

### Com Talas
- Talas 1979
- Sink Your Teeth into That 1983
- High Speed On Ice 1985
- Billy Sheehan - Talas Years  1989
- If We Only Knew Then... 1998
- Live In Buffalo 1998
- Doin' It Right (EP) 1998

### ComDavid Lee Roth
- Eat 'Em and Smile 1986
- Skyscraper 1988
- The Best 1997

### ComMr. Big
- Mr. Big  1989
- Raw Like Sushi (ao vivo) 1990
- Lean into It 1991
- Raw Like Sushi II (ao vivo) 1992
- Bump Ahead 1993
- Japandemonium 1994
- Hey Man 1996
- Big Bigger Biggest: Greatest Hits 1996
- Channel V at the Hard Rock Live
- Not One Night (EP)
- Get Over It 2000
- Superfantastic (EP) 2000
- Static (EP) 2000
- Deep Cuts - The Best of the Ballads 2000
- Actual Size 2001
- Live In Japan 2002
- What If... 2011
- ...The Stories We Could Tell 2014

### ComNiacin
- Niacin  1996
- Live In Japan  1997
- High Bias  1998
- Deep  2000
- Time Crunch  2001
- Live Blood, Sweat & Beers  2003

### ComThe Winery Dogs
- The Winery Dogs 2013
- Hot Streak 2015

### Com Sons of Apollo
- Psychotic Symphony (2017)
- MMXX (2020)

### Em carreira solo
- Compression 2002
- Cosmic Troubadour 2006
- Holy Cow 2008

### Com outros artistas
- Daniel Piquê - Boo!! - 2009
- Tony McAlpine - Edge Of Insanity - 1985
- Greg Howe - Greg Howe - 1988
- Vários - Thrasher - 1985
- Vários — Kuni  1986
- Vários - Guitar's Practicing Musicians 1 1989
- Vários - Navy Seals Soundtrack 1990
- Vários - Guitar's Practicing Musicians 2 1991
- Cozy Powell - The Drums Are Back - 1992
- Vários - L.A. Blues Authority - 1992
- Vários - Rattlesnake Guitar - 1995
- Vários - Working Man - 1997
- Vários - Explorers Club - 1998
- Planet X - MoonBabies - 2002
- Derek Sherinian - Black Utopia - 2003
- Glenn Hughes - Songs In The Key Of Rock - 2003
- Daniel Piquê - CHU (digital single) - 2012
- Kamen Rider Girls - Heavy Metal Strikes Back - 2013
- Fez participação de um DVD do baterista Ray Luzier.